# .275 Holland & Holland Magnum
El .275 Holland & Holland Magnum es un cartucho de rifle que si bien es considerado casi obsoleto, con cargas adecuadas con pólvoras modernas es capaz de igualar la performance del .7mm Remington Magnum. Esencialmente, el .275 H&H Magnum es el resultado de la reducción de la longitud y el ajuste del cuello del casquillo del .375 H&H Magnum.
Fue introducido por la compañía inglesa en 1912 en conjunto con el .375 Holland & Holland Magnum, siendo el .375 destinado para la caza de animales peligrosos, mientras que el .275 H&H Mag como un complemento para la caza de animales más ligeros como antílopes en África y ciervo rojo en Escocia.

## Historia
Aparte del cinturón en el casquillo, el .275 H&H era muy similar al .276 Enfield, el cartucho que alimenta el rifle Enfield Pattern 1913, que para entonces estaba siendo desarrollado por el ejército Inglés para reemplazar al Lee–Enfield. Las cargas con Cordita dio a ambos cartuchos la reputación de generar una explosión desagradable en la boca del cañón cuando eran disparados, además de una corta vida de los cañones. Western Cartridge Company de los Estados Unidos comercializaba cargas para el 275 H&H Magnum en 1925 además del .300 H&H y el .375 H&H. El .275 H&H fue omitido cuándo Winchester Repeating Arms Company empezó a recamarar su Winchester Modelo 70 para los otros dos cartuchos en 1937, ya que el .275 H&H no ofrecía ventaja balística alguna sobre el .270 Winchester con su cargas entonces contemporáneas de pólvora sin humo. La producción de munición en los EE. UU. cesó en 1939.

## Desarrollos subsiguientes
Holland & Holland continúa suministrando munición .275 Holland & Holland Magnum y el cartucho es ocasionalmente usado para la producción de rifles "clásicos" modernos.
Quienes son entuciastas del 275 H&H han notado que el distintivo diseño del casquillo del "H&H" ofrece algunas ventajas sobre el 7×61mm y 7mm Rem mag. Concretamente, más fiable y de alimentación más lisa en rifles de cerrojo, y más compactos para almacenar en un cargador de caja que permitiendo una longitud global más larga para el cartucho. Con pólvoras modernas el 275 H&H puede ser recargado para igualar a cualquiera de las opciones de 7mm Magnum disponibles actualmente que tengan casquillos de hasta 2.5"(63mm) de longitud.